# Oskar Wallmüller
Oskar Karl Wallmüller (* 27. Juli 1842 in Berlin; † 11. Dezember 1920) war ein preußischer Generalleutnant.

## Leben

### Militärkarriere
Nach seiner Erziehung im elterlichen Hause sowie dem Besuch des Friedrich-Wilhelms-Gymnasiums in seiner Heimatstadt trat Wallmüller am 1. Oktober 1860 als Dreijährig-Freiwilliger in das 1. Thüringische Infanterie-Regiment Nr. 31 der Preußischen Armee ein und avancierte bis Mitte März 1862 zum Sekondeleutnant. Er nahm 1866 während des Krieges gegen Österreich bei der 8. Kompanie an den Schlachten bei Podol und Münchengrätz teil. In der Schlacht bei Königgrätz wurde er durch einen Streifschuss auf der Brust leicht verwundet und mit dem Roten Adlerorden IV. Klasse mit Schwertern ausgezeichnet.
Nach dem Friedensschluss absolvierte Wallmüller zur weiteren Ausbildung für drei Jahre die Kriegsakademie in Berlin und diente ab 1. Januar 1870 als Bataillonsadjutant. Mit der Mobilmachung anlässlich des Krieges gegen Frankreich wurde er Regimentsadjutant. In dieser Eigenschaft nahm er am Gefecht bei Beaumont und der Schlacht von Sedan sowie während der Belagerung von Paris an den Kämpfen bei Pierrefitte, Stains und Épinay teil. Ende September 1870 zum Oberleutnant aufgestiegen, erhielt er für sein Wirken das Eiserne Kreuz II. Klasse.
Im Herbst 1872 nahm Wallmüller an der Generalstabsreise des IX. Armee-Korps teil und war ab dem 9. Juni 1874 als Adjutant der 9. Infanterie-Brigade in Frankfurt (Oder) kommandiert. Unter Belassung in diesem Kommando wurde er am 12. Dezember 1874 in das Grenadier-Regiment „König Friedrich Wilhelm IV.“ (1. Pommersches) Nr. 2 versetzt. Mit der Ernennung zum Chef der 7. Kompanie trat Wallmüller als Hauptmann am 2. Februar 1875 in den Truppendienst zurück. Am 16. August 1883 erfolgte seine Kommandierung als Adjutant der 3. Division in Stettin. Unter Belassung in dieser Stellung wurde er am 6. Dezember 1883 zum überzähligen Major befördert und in das Grenadier-Regiment „Prinz Carl von Preußen“ (2. Brandenburgisches) Nr. 12 versetzt. Vom 15. Dezember 1885 bis zum 14. Januar 1889 war Wallmüller Kommandeur des Füsilier-Bataillons im Colbergschen Grenadier-Regiment (2. Pommersches) Nr. 9 in Stargard. Anschließend wurde er als Kommandeur des II. Bataillons in das 6. Badische Infanterie-Regiment „Kaiser Friedrich III.“ Nr. 114 nach Konstanz versetzt. Mit der Beförderung zum Oberstleutnant rückte Wallmüller am 24. März 1890 zum etatmäßigen Stabsoffizier auf und wurde am 28. Juli 1892 Oberst und Kommandeur des Infanterie-Regiments Nr. 143 in Straßburg. Daran schloss sich vom 18. April 1892 bis zum 14. Juni 1899 eine Verwendung als Generalmajor und Kommandeur der 32. Infanterie-Brigade in Saarbrücken an. Anschließend wurde Wallmüller mit der Beförderung zum Generalleutnant als Kommandeur der 35. Division nach Graudenz versetzt. In dieser Stellung erhielt er anlässlich des Ordensfestes im Januar 1901 den Stern zum Roten Adlerorden II. Klasse mit Eichenlaub und Schwertern am Ringe sowie im September 1901 den Kronen-Orden I. Klasse. In Genehmigung seines Abschiedsgesuches wurde Wallmüller am 3. April 1902 mit der gesetzlichen Pension zur Disposition gestellt.

### Familie
Aus seiner Ehe mit Wisa Credé ging die Tochter Irmgard (* 1876) hervor, die den Schriftsteller Wilhelm von Scholz (1874–1969) heiratete.